# Dedesa
Dedesa est un woreda de l'ouest de l'Éthiopie situé dans la zone Buno Bedele de la région Oromia. Il a 84 929 habitants en 2007. Son centre administratif est Dembe.

## Origine et nom
Le woreda Dedesa tient son nom de la rivière Didessa.
Il se rattache à la zone Illubabor, jusqu'au détachement de la zone Buno Bedele en 2016.

## Situation
Extrémité sud de la zone Buno Bedele, Dedesa est bordé par la rivière Didessa qui le sépare de la zone Jimma au sud et à l'est. Il est de plus séparé de la zone Jimma à l'ouest par un affluent de la Didessa.
| Gechi  |        | Borecha    |
| Setema | Dedesa | Limmu Kosa |
|        | Guma   | Gomma      |

Son centre administratif, Dembe ou Dembi, se trouve à plus de 1 900 m d'altitude sur la route Bedele-Jimma à 15 km au nord de Toba.

## Population
Au recensement national de 2007, le woreda compte 84 929 habitants dont 7 % de citadins avec 5 649 habitants à Dembe.
La majorité des habitants du woreda (86 %) sont musulmans, 11 % sont orthodoxes et 3 % sont protestants.
En 2022, la population du woreda est estimée à 122 552 personnes avec une densité de population de 146 personnes par km2 et 842 km2 de superficie.